# Vulcanismo

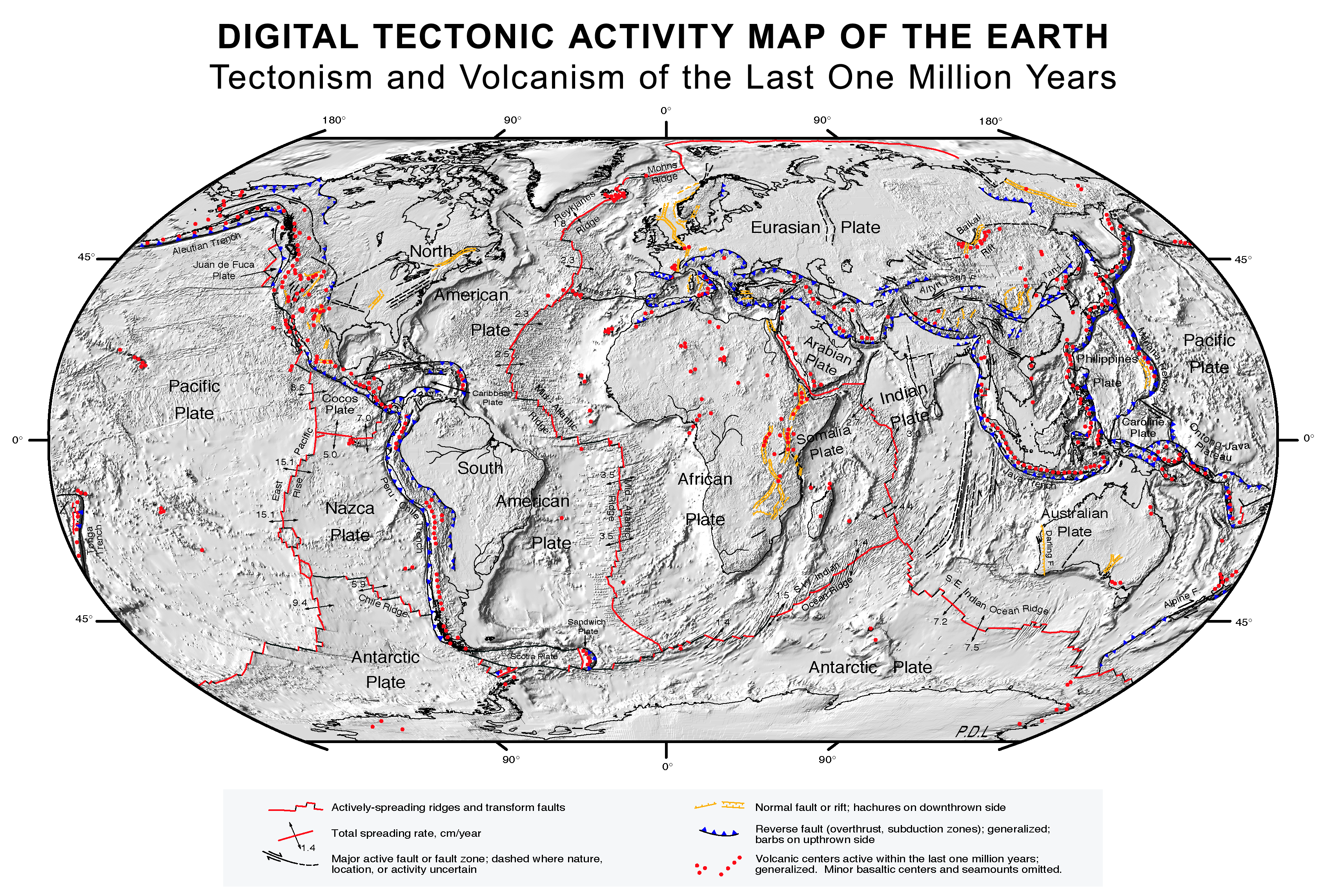
Mapa de tectónica de placas con ubicaciones de volcanes indicadas con círculos rojos

El vulcanismo o volcanismo (del latín Vulcānus 'Vulcano', dios del fuego, e -ismo) es el fenómeno de erupción de roca fundida (magma) en la superficie de la Tierra o en un planeta o luna de superficie sólida, donde la lava, los piroclásticos y los gases volcánicos entran en erupción a través de una ruptura en la superficie llamada ventilación. Incluye todos los fenómenos resultantes del magma dentro de la corteza o el manto del cuerpo, que se elevan a través de la corteza y forman rocas volcánicas en la superficie.

## Procesos volcánicos

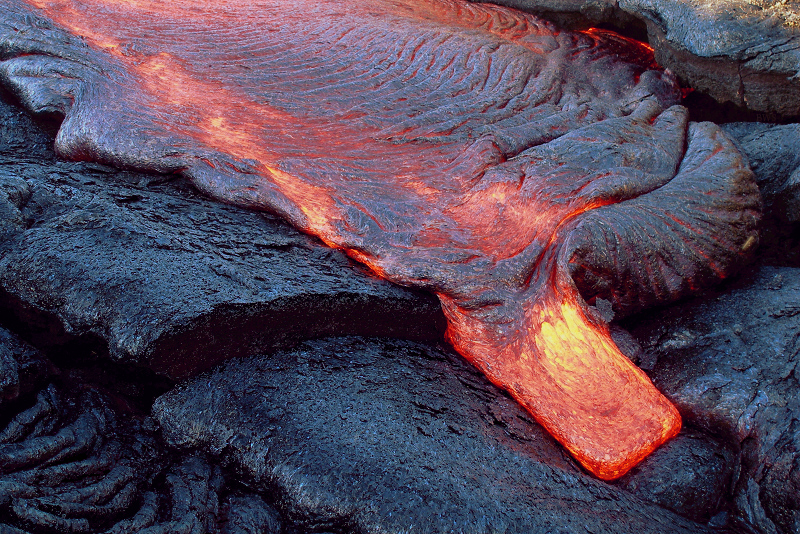
Lava no viscosa durante una erupción efusiva de Kilauea

El magma del manto o la corteza inferior se eleva a través de su corteza hacia la superficie. Si el magma llega a la superficie, su comportamiento depende de la viscosidad de la roca constituyente fundida. El magma viscoso (espeso) produce volcanes caracterizados por erupciones explosivas, mientras que el magma no viscoso (líquido) produce volcanes caracterizados por erupciones efusivas que vierten grandes cantidades de lava en la superficie. 
En algunos casos, el magma ascendente puede enfriarse y solidificarse sin llegar a la superficie. En cambio, la masa ígnea enfriada y solidificada cristaliza dentro de la corteza para formar una intrusión ígnea. A medida que el magma se enfría, los químicos en los cristales formados se eliminan efectivamente de la mezcla principal del magma (mediante un proceso conocido como cristalización fraccionada), por lo que el contenido químico del magma restante evoluciona a medida que se solidifica lentamente. Las nuevas inyecciones de magma no evolucionadas pueden volver a movilizar más magmas evolucionados, permitiendo erupciones de magmas más viscosos.

## Fuerzas impulsoras del vulcanismo

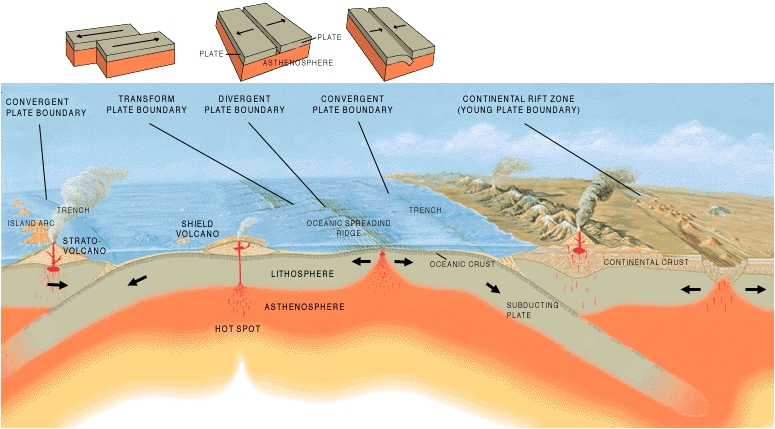
Tres tipos de límite de placa.

El movimiento de la roca fundida en el manto, causado por las corrientes de convección térmica, junto con los efectos gravitacionales de los cambios en la superficie de la tierra (erosión, deposición, incluso impacto de asteroides y patrones de rebote postglacial) impulsan el movimiento tectónico de placas y, en última instancia, el volcanismo. 

## Aspectos del vulcanismo

### Volcanes

Sección transversal a través de un estratovolcán (la escala vertical es exagerada) :

Los volcanes son lugares donde el magma alcanza la superficie de la tierra. El tipo de volcán depende de la ubicación de la erupción y la consistencia del magma. 

### Intrusiones

Tipos básicos de intrusiones:1. Lacolito 2. Pequeño dique 3. Batolito
4. Dique
5. Lámina 6. Cuello volcánico, tubo 7. Lopolito. Nota: Como regla general, en contraste con el respiradero volcánico latente en la figura, estos nombres se refieren a las formaciones rocosas completamente enfriadas y generalmente de millones de años, que son el resultado de la actividad magmática subterránea que se muestra.

Estos se forman donde el magma empuja entre las rocas existentes, las intrusiones pueden ser en forma de batolitos, diques, láminas e intrusiones en capas. 

### Temblores
Los terremotos se asocian generalmente con la actividad tectónica de placas, pero algunos terremotos se generan como resultado de la actividad volcánica (aunque eso en sí mismo es impulsado por las mismas fuerzas).

### Respiraderos hidrotermales
Estos se forman donde el agua interactúa con el vulcanismo. Estos incluyen géiseres, fumarolas, aguas termales y mudpots, a menudo se utilizan como fuente de energía geotérmica. 

### Invierno volcánico
La cantidad de gas y cenizas emitidas por las erupciones volcánicas tiene un efecto significativo en el clima de la Tierra. Las grandes erupciones se correlacionan bien con algunos eventos significativos de cambio climático.

## Formación de rocas
Cuando el magma se enfría, se solidifica y forma rocas. El tipo de roca formada depende de la composición química del magma y de qué tan rápido se enfríe. El magma que llega a la superficie para convertirse en lava se enfría rápidamente, lo que resulta en rocas con pequeños cristales como el basalto. Parte de este magma puede enfriarse extremadamente rápido y formará vidrio volcánico (rocas sin cristales) como la obsidiana. El magma atrapado bajo tierra en intrusiones delgadas se enfría más lentamente que el magma expuesto y produce rocas con cristales de tamaño mediano. El magma que permanece atrapado en grandes cantidades debajo del suelo se enfría más lentamente, lo que resulta en rocas con cristales más grandes, como granito y gabro. 
Las rocas existentes que entran en contacto con el magma pueden fundirse y asimilarse en el magma. Otras rocas adyacentes al magma pueden verse alteradas por el metamorfismo de contacto o el metasomatismo, ya que se ven afectadas por el calor y los fluidos hidrotermales que escapan o circulan externamente. 

## Vulcanismo en otros cuerpos
El vulcanismo no se limita solo a la Tierra, sino que se cree que se encuentra en cualquier cuerpo que tenga una corteza sólida y un manto fluido. Todavía se debe encontrar evidencia de vulcanismo en cualquier cuerpo que haya tenido vulcanismo en algún momento de su historia. De hecho, los volcanes se han observado claramente en otros cuerpos del Sistema Solar, en algunos, como Marte, en forma de montañas que son volcanes inconfundiblemente viejos (especialmente el Olympus Mons), pero en Io se han observado erupciones en curso. Se puede suponer que el volcanismo existe en planetas y lunas de este tipo, en otros sistemas planetarios también. En 2014, los científicos encontraron 70 flujos de lava que se formaron en la Luna en los últimos 100 millones de años.

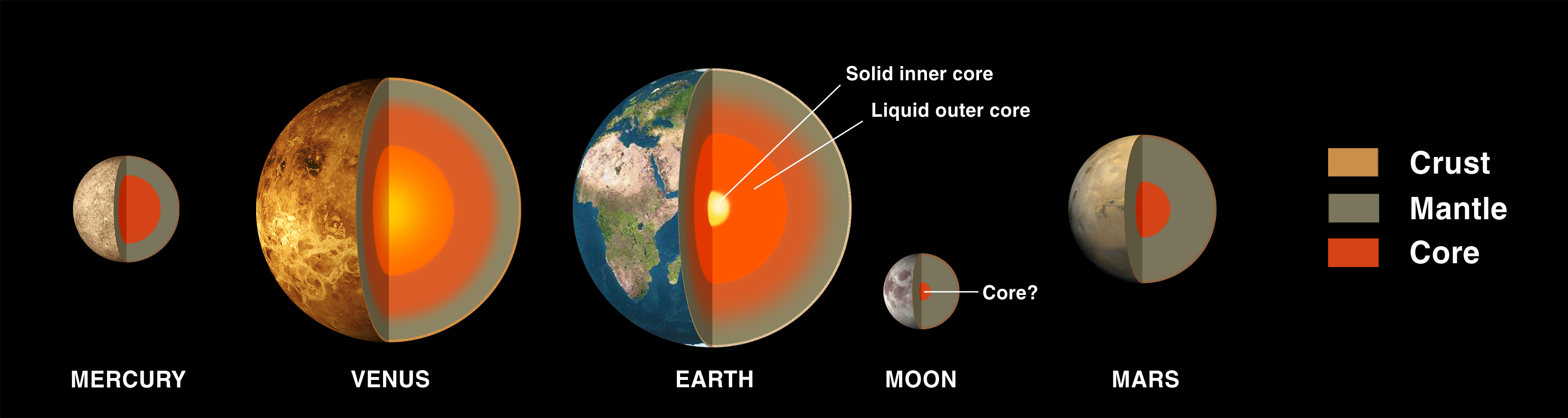
La estructura interna de los planetas interiores.